# Thin Blue Line (cocktail)
Thin Blue Line là một cocktail ngắn bao gồm hai phần rượu mạnh vodka, rượu mùi cam Le Grand Marnier và một vài giọt rượu hương cam đắng Curaçao xanh dương. Khi được pha chế một cách thích hợp và chính xác thì ly rượu cocktail này sẽ có ba tầng ba màu rõ ràng. Sự chia tầng này do mật độ rượu khác nhau của ba loại rượu được dùng.

## Cách pha chế
Trước tiên đổ một phần rượu hương cam Le Grand Manier vào ly. Sau đó từ từ đổ một phần rượu Vodka vào. Và cuối cùng thì rót nhẹ vài giọt rượu hương cam đắng Curaçao. Khi phà thành công, ly rượu sẽ có tầng ba màu: vàng, xanh dương và trắng từ đáy lên.
Trong số cocktail ngắn thì ly Thin Blue Line khó pha vì mấy giọt rượu cam đắng có thể rớt xuống đáy làm mất thẩm mỹ.